# Kalikayen
Kalikayen is een bestuurslaag in het regentschap Semarang van de provincie Midden-Java, Indonesië. Kalikayen telt 3470 inwoners (volkstelling 2010).